# Giuncugnano
Giuncugnano – miejscowość i dawna gmina we Włoszech, w regionie Toskania, w prowincji Lukka. Gmina została zniesiona 1 stycznia 2015 wskutek połączenia z gminą Sillano i odtąd stanowi część gminy Sillano Giuncugnano
Według danych na rok 2004 gminę zamieszkiwało 538 osób, 29,9 os./km².